# Berkes József
Berkes József (Bittenbinder-Szendrey) (Szerbia, Pancsova, 1890. december 31. – Budapest, 1963. január 25.) olimpiai ezüstérmes magyar tornász, ítélőtáblai bíró.
Részt vett az 1912. évi nyári olimpiai játékokon Stockholmban. Egy torna versenyszámban indult, a csapatverseny meghatározott szereken. Ebben a számban ezüstérmes lett 15 csapattársával együtt.
1910-ben és 1911-ben országos tornász-csapatbajnokságot nyert. Klubcsapata a Budapesti Budai Torna Egylet volt.
Az olimpia után visszavonult és 1949-es nyugdíjbavonulásáig Budapesten volt bíró.